# Fola Esch
Cercle Sportif Fola Esch – luksemburski klub piłkarski z siedzibą w mieście Esch-sur-Alzette.

## Osiągnięcia
- Mistrz Luksemburga (8): 1917/18, 1919/20, 1921/22, 1923/24, 1929/30, 2012/13, 2014/15, 2020/21
- Wicemistrz Luksemburga (11): 1916/17, 1918/19, 1920/21, 1928/29, 1948/49, 1953/54, 1954/55, 2010/11, 2013/14, 2015/16, 2018/19
- Trzecie miejsce w I lidze (9): 1915/16, 1917/18, 1922/23, 1925/26, 1946/47, 1972/73, 2016/17, 2017/18, 2021/22
- Puchar Luksemburga (3): 1922/23, 1923/24, 1954/55
- Finał Pucharu Luksemburga: 1972/73

## Historia
Klub założony został 9 grudnia 1906 roku przez brytyjskiego profesora pod nazwą Football and Lawn Tennis Club Esch. Nowy klub był pierwszym klubem piłkarskim w Luksemburgu. Barwy w biało-czerwone pasy przyjęte zostały w 1907 roku. W 1910 klub połączył się z drużyną FC Nerva, przyjmując do dziś stosowaną nazwę Cercle Sportif Fola Esch.
Początkowo był to najlepszy klub w kraju, który w latach 1918–1924 zdobył cztery tytuły mistrzowskie i dwa Puchary Luksemburga, w tym w 1924 podwójną koronę. Następny tytuł mistrzowski Fola zdobyła w 1930 i jak dotąd był to ostatni taki sukces klubu. W 1935 klub przeniósł się na obecny stadion Stade Émile Mayrisch. W czasie okupacji niemieckiej podczas II wojny światowej w latach 1940–1944 klub występował pod nazwą Rote Erde Esch. Ostatnią zdobyczą klubu był Puchar Luksemburga w 1955 roku. W późniejszym okresie klub stracił pozycję czołowego klubu w kraju, a w sezonie 1957/58 zajął ostatnie miejsce w tabeli i po raz pierwszy w historii spadł do II ligi – jednak tylko na rok. Także przedostatnie miejsce w sezonach 1959/60 i 1962/63 doprowadziło do drugiego (na jeden sezon) i trzeciego spadku. Fola w latach 1963–1968 grała w II lidze, a krótki epizod I-ligowy w sezonie 1968/69 zakończyła na ostatnim miejscu.
Kolejny powrót do I ligi zrodził nadzieję na powrót do czołówki, gdy Fola w sezonie 1972/73 zajęła w mistrzostwach kraju 3. miejsce oraz dotarła do finału Pucharu Luksemburga. Drugi z tych sukcesów pozwolił klubowi na start w europejskich pucharach – w Pucharze Zdobywców Pucharów w sezonie 1973/74. Pierwszy przeciwnik, bułgarski klub Beroe Stara Zagora, okazał się zdecydowanie za silny. Na wyjeździe Fola przegrała aż 0:7. Również w rewanżu na własnym stadionie piłkarze luksemburskiego klubu nie zdołali zagrozić przybyszom i przegrali 1:4. W następnych latach klub spisywał się słabiej, aż w sezonie 1975/76 po zajęciu ostatniej pozycji w tabeli kolejny raz opuścił najwyższą ligę.
Przez kilkanaście lat Fola była czołowym klubem II ligi Luksemburga, aż w końcu w sezonie 1988/89 ponownie awansowała do I ligi. Powrót był bardzo udany i w sezonie 1989/90 klub zajął 3. miejsce, jednak w następnym sezonie znów doszło do spadku, choć tylko na rok. Następny spadek miał miejsce w sezonie 1993/94.
W latach 90., gdy Luksemburg ogarnięty został przez falę konsolidacji klubów, Fola otrzymała propozycję fuzji ze swym potężniejszym sąsiadem, klubem Jeunesse Esch, którą zdecydowanie odrzuciła. W sezonie 1999/2000 II ligowa Fola spadła aż do III ligi. W sezonie 2002/03 klub powrócił do II ligi. W sezonie 2004/05 Fola po raz drugi w historii spadła do III ligi luksemburskiej, jednak już w następnym sezonie awansowała z powrotem do II ligi. W sezonie 2006/07 klub zajął 3. miejsce i zakwalifikował się do barażu o awans do I ligi, który jednak przegrał z klubem Victoria Rosport. W sierpniu 2007 zespół doznał znaczącego wzmocnienia, ponieważ kontrakt z klubem Fola podpisał Mustapha Hadji, były pomocnik reprezentacji Maroka.
W sezonie 2007/08 Fola zajęła 2. miejsce w II lidze i awansowała do najwyższej ligi Luksemburga.

## Europejskie puchary
Legenda do wszystkich tabel:
- Q – runda eliminacyjna, 1/16, 1/8, 1/4, 1/2 – odpowiednia faza rozgrywek, Grupa – runda grupowa, 1r gr – pierwsza runda grupowa, 2r gr – druga runda grupowa, F – finał, R – runda, PO – play-off
- k. – rzuty karne, los. – losowanie, Dogr. – dogrywka, w. – zasada bramek strzelonych na wyjeździe

| Sezon   | Rozgrywki                 | Runda | Przeciwnik          | Dom            | Wyjazd         | Ogólnie        |
| ------- | ------------------------- | ----- | ------------------- | -------------- | -------------- | -------------- |
| 1973/74 | Puchar Zdobywców Pucharów | 1R    | Beroe Stara Zagora  | 0–7            | 1–4            | 1–11           |
| 2011/12 | Liga Europy               | 1Q    | Elfsborg            | 1–1            | 0–4            | 1–5            |
| 2013/14 | Liga Mistrzów             | 2Q    | Dinamo Zagrzeb      | 0–5            | 0–1            | 0–6            |
| 2014/15 | Liga Europy               | 1Q    | IFK Göteborg        | 0–2            | 0–0            | 0–2            |
| 2015/16 | Liga Mistrzów             | 2Q    | Dinamo Zagrzeb      | 0–3            | 1–1            | 1–4            |
| 2016/17 | Liga Europy               | 1Q    | Aberdeen            | 1–0            | 1–3            | 2–3            |
| 2017/18 | Liga Europy               | 1Q    | Milsami Orgiejów    | 2–1            | 1–1            | 3–2            |
| 2017/18 | Liga Europy               | 2Q    | İnter Baku          | 4–1            | 0–1            | 4–2            |
| 2017/18 | Liga Europy               | 3Q    | Östersunds FK       | 1–2            | 0–1            | 1–3            |
| 2018/19 | Liga Europy               | 1Q    | FC Prishtina        | 0–0            | 0–0            | 0–0, k: 5–4    |
| 2018/19 | Liga Europy               | 2Q    | KRC Genk            | 1–4            | 0–5            | 1–9            |
| 2019/20 | Liga Europy               | 1Q    | Czichura Saczchere  | 1–2            | 1–2            | 2–4            |
| 2020/21 | Liga Mistrzów             | 1Q    | Sheriff Tyraspol    | 0–2 (W)        | 0–2 (W)        | 0–2 (W)        |
| 2020/21 | Liga Europy               | 2Q    | Ararat-Armenia      | 3–4 (W), Dogr. | 3–4 (W), Dogr. | 3–4 (W), Dogr. |
| 2021/22 | Liga Mistrzów             | 1Q    | Lincoln Red Imps    | 2–2            | 0–5            | 2–7            |
| 2021/22 | Liga Konferencji Europy   | 2Q    | Szachcior Soligorsk | 1–0            | 2–1            | 3–1            |
| 2021/22 | Liga Konferencji Europy   | 3Q    | Linfield            | 2–1            | 2–1            | 4–2            |
| 2021/22 | Liga Konferencji Europy   | PO    | Kajrat Ałmaty       | 1–4            | 1–3            | 2–7            |
| 2022/23 | Liga Konferencji Europy   | 1Q    | SP Tre Fiori        | 0–1            | 1–3            | 1–4            |

## Skład na sezon 2015/2016
| Nr | Poz. | Piłkarz            |
| -- | ---- | ------------------ |
| 1  | BR   | Thomas Hym         |
| 2  | OB   | Massimo Martino    |
| 3  | OB   | Losseni Keita      |
| 4  | OB   | Enes Mahmutović    |
| 5  | OB   | Erwan Martin       |
| 6  | OB   | Billy Bernard      |
| 7  | PO   | Ben Payal          |
| 8  | PO   | Fouad Rachid       |
| 9  | NA   | Julien Hornuss     |
| 10 | PO   | Jakob Dallevedove  |
| 11 | NA   | Emmanuel Françoise |
| 12 | PO   | Jordy Peiffer      |
| 14 | NA   | Žarko Lukić        |

| Nr | Poz. | Piłkarz          |
| -- | ---- | ---------------- |
| 15 | NA   | Samir Hadji      |
| 18 | NA   | Basile Camerling |
| 19 | PO   | Gérard Mersch    |
| 20 | PO   | Ahmed Rani       |
| 22 | BR   | Steve Peiffer    |
| 23 | OB   | Tom Laterza      |
| 24 | OB   | Mehdi Kirch      |
| 25 | PO   | Ronny            |
| 26 | PO   | Ryan Klapp       |
| 27 | NA   | Stefano Bensi    |
| 28 | OB   | Julien Klein     |
| 33 | BR   | Emanuel Cabral   |